# Grallaire de Przewalski
Grallaria przewalskii
Espèce
Statut de conservation UICN

 LC A3c : Préoccupation mineure
La Grallaire de Przewalski (Grallaria przewalskii) est une espèce monotypique d'oiseaux de la famille des Grallariidae.

## Description
Elle mesure 17 cm pour un poids compris entre 60,5 et 74 g.

## Répartition
Cette espèce est endémique des Andes centrales au Pérou. 

## Habitat
Elle vit dans la forêt tropicale humide de montagne entre 1 700 et 2 750 m d'altitude.